# Archégone

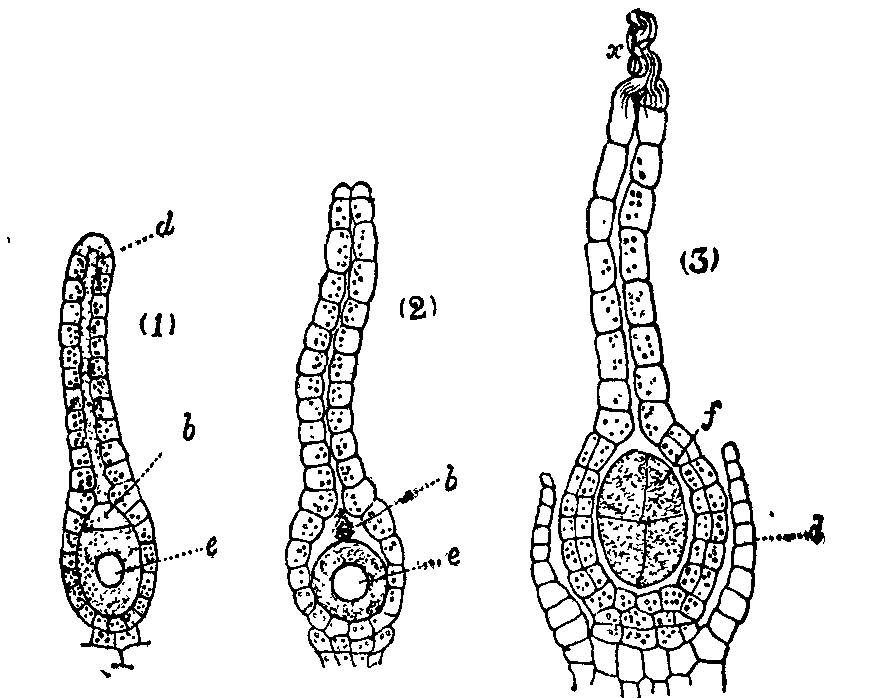
Maturation d'un archégone de Bryophyta

L'archégone est le gamétange femelle des archégoniates (aujourd'hui appelés embryophytes). Il est bien différencié chez les bryophytes et les ptéridophytes où il est constitué d'un col, étages de cellules formant un canal, et d'un ventre, contenant les oosphères. Il a disparu chez les angiospermes.
Chez les bryophytes, il est à l'origine, une fois fécondé, du sporogone qui est le sporophyte de ces espèces.
Il est résulté après une série de méioses d'une cellule mère existante dans l'ovule, cette cellule donne le gamétophyte [endosperme], deux gamétanges qui vont donner un archégone où on trouve à l'intérieur une oosphère.